# Maria Billeri
Maria Billeri (Pisa, 1º settembre ...) è un soprano italiano.

## Biografia
Nata a Pisa, muove i suoi primi passi nel campo della musica affrontando gli studi di pianoforte, seguita da Rossana Bottai. Giovanissima, inizia anche lo studio del canto lirico con Stefania Cappozzo Turchini e si diploma al Conservatorio "Frescobaldi" di Ferrara.
Segue successivamente corsi di perfezionamento di canto con i Maestri Ettore Campogalliani, Magda Olivero, Talmage Fauntleroy, Yva Barthelèmy e Claudio Desderi.
Ha ottenuto il diploma di laurea di II livello in Discipline Musicali (Canto, indirizzo lirico-teatrale) presso l'Istituto Musicale "P. Mascagni" di Livorno con il massimo dei voti e la lode.
Oltre alla attività teatrale di soprano lirico, la sua attività di concertista è intensa e vanta un repertorio vastissimo, che spazia dalla musica barocca a quella contemporanea.

## Carriera
Nel 1990 partecipa in diretta radiofonica (RAI) a uno dei concerti della stagione di primavera di Torino, direttore F. Shipway; canta inoltre ad uno dei concerti della stagione estiva dell'Accademia Nazionale di Santa Cecilia di Roma, direttore D. Nazareth.
Il suo debutto assoluto in teatro avviene a Jesi con il ruolo della Dama nel Macbeth di Giuseppe Verdi, direttore F. Zigante.
In seguito alla vittoria del concorso AS.LI.CO. nel 1991 debutta come Mimì ne La bohème di Giacomo Puccini a Milano, Bergamo, Cremona, Brescia e Como, direttore S. Ranzani.
Canta alla Sala Verdi di Milano nel Sogno di una notte di mezza estate di Felix Mendelssohn, direttore T. Severini e nel Lazarus di Franz Schubert (voci di Martha e Maria) , direttore S. Ranzani. Al Teatro Donizetti di Bergamo è il soprano nella 1ª esecuzione del XX secolo della cantata Qual fra le tacite ombre di Mayr (direttore V. Delman).
Debutta nel 1995 nel ruolo di Amelia nel Simon Boccanegra di Giuseppe Verdi al Teatro Regio di Torino, sotto la direzione di Daniel Oren e, di lì a poco, il ruolo di Micaela nella Carmen di Georges Bizet al Teatro Verdi di Pisa, diretta da C. Desderi e M. Balderi.
Nel 1997 debutta il ruolo di Adalgisa nella Norma di Vincenzo Bellini nei teatri di Pisa, Lucca, Livorno e Siena, sotto la direzione di A. Pinzauti.
Canta a Lucca il ruolo di Romolo ne La Confederazione dei Sabini con Roma, dramma di Giacomo Puccini senior e, a distanza di un anno, è Atalia nell'oratorio di Luigi Boccherini Gioas, Re di Giuda (direttore H. Handt): la registrazione di entrambi i lavori è stata pubblicata dalla Casa Editrice Bongiovanni.
Nel 1998 interpreta per la prima volta il ruolo di Elisabetta nel Don Carlos di Giuseppe Verdi al Teatro Nazionale dell'Opera di Praga (direttore S. Pellegrino).
Nel 2000, diretta da B. Bartoletti, è la Prima Corifea nell'Assassinio nella cattedrale di Ildebrando Pizzetti al Teatro Regio di Torino.
Per le celebrazioni verdiane del 2001 è a Zagabria, cantando per la prima volta la Messa da Requiem di Giuseppe Verdi, diretta da P.G. Morandi.
A Vienna, sotto la direzione di M. Vach, interpreta il ruolo di Amalia ne I masnadieri di Giuseppe Verdi. 
Canta, in prima esecuzione assoluta, nell'Oratorio Agostino d'Ippona di M. Bargagna a Pisa (direttore S. Barandoni).
Nel 2002, al Teatro del Giglio di Lucca, debutta il ruolo di Giorgetta ne Il tabarro di Giacomo Puccini, sotto la direzione di Nel 2003 è il soprano solista nella prima ripresa moderna dei Responsori e della Messa di Requiem di F.M. Gherardeschi a Pisa. Registrazione pubblicata dalla Casa Editrice Bongiovanni.
Nel 2003 e 2005 si aggiungono i debutti nei ruoli principali in Tosca e Madama Butterfly di Giacomo Puccini.
Nel 2008 interpreta per la prima volta i ruoli di Leonora ne Il trovatore di Giuseppe Verdi, di Nedda nei Pagliacci di Ruggero Leoncavallo e di Santuzza nella Cavalleria rusticana di Pietro Mascagni, al Teatro Sociale di Mantova sotto la direzione di E. Maschio. Torna al Teatro Sociale di Mantova per interpretare il ruolo di Tosca nell'opera omonima di Giacomo Puccini, diretta da F.M. Carminati.
Nel 2009 debutta il ruolo di Norma di Vincenzo Bellini al Teatro verdi di Pisa, ruolo che poi canta a Como, al Teatro Sociale, in una produzione che continua fino agli inizi del 2010.
Nel 2010 interpreta per la prima volta Medea nell'omonimo titolo di Luigi Cherubini nei teatri del Circuito Lirico Lombardo, ottenendo un grande successo di pubblico e critica. 
Nel luglio 2011 debutta all'Arena di Verona il ruolo di Abigaille in Nabucco di Giuseppe Verdi. Regia di Gianfranco De Bosio e direzione del Maestro Julian Kovatchev.
Nel maggio 2012 torna al Teatro Regio di Torino interpretando Norma. Nell'autunno dello stesso anno debutta il ruolo di Elvira nell'Ernani di Giuseppe Verdi nell'allestimento del Circuito Lirico Lombardo con la regia di Andrea Cigni.
Nel 2013 sarà Abigaille al Teatro Massimo di Palermo, ad Avenches e al Teatro Comunale di Bologna.
Sempre nel 2013 debutta il ruolo di Aida di Verdi al Theatro Municipal de São Paulo e Maria in Maria De Rudenz di Gaetano Donizetti a Bergamo
A giugno 2014 un importante debutto: canta per la prima volta il ruolo di Turandot di Giacomo Puccini al Teatro Lirico di Cagliari, ruolo che canterà nel 2015 al Teatro Coccia di Novara e alle Terme di Caracalla.
Nel 2015 è nuovamente Norma al Gran Teatro La Fenice e Abigaille in Nabucco al Teatro Comunale di Modena e a Jesi.
Nell'ottobre 2016 canta per la prima volta al Teatro Petruzzelli di Bari interpretando nuovamente Turandot con la direzione del Maestro Giampaolo Bisanti
Aprile 2018: debutta il ruolo di Giselda, protagonista femminile de I Lombardi alla prima crociata di Giuseppe Verdi al Teatro Regio (Torino) con la direzione del Maestro Michele Mariotti.
Il 14 dicembre 2022 interpreta ancora Turandot al Teatro Verdi Pisa, in occasione del concerto di Natale tenuto dal coro e l'orchestra dell'università pisana.

## Concorsi
1989
- “Càscinalirica ‘89” (1° assoluta) e incisione di un disco;
- “Voci Mascagnane” a Livorno (1° assoluta);
- “Prima scrittura” a Firenze.

1990
- “V. Bellini” a Caltanissetta.

1991
- “AS.LI.CO.” a Milano.

1992
- “Luciano Pavarotti International Voice Competition” a Philadelphia.

1993
- “Puccini e il suo tempo” (Rosetum) a Milano, vincendo inoltre il primo premio del pubblico, assegnato dagli “Amici del Loggione” del Teatro alla Scala.

## Repertorio
| Ruolo                | Titolo                         | Autore     |
| -------------------- | ------------------------------ | ---------- |
| Adalgisa Norma       | Norma                          | Bellini    |
| Micaëla              | Carmen                         | Bizet      |
| Medea                | Medea                          | Cherubini  |
| Maria Stuarda        | Maria Stuarda                  | Donizetti  |
| Maria                | Maria de Rudenz                | Donizetti  |
| Santuzza             | Cavalleria rusticana           | Mascagni   |
| Virtù                | L'incoronazione di Poppea      | Monteverdi |
| Prima Corifea        | Assassinio nella cattedrale    | Pizzetti   |
| Bèrbera Jonia        | I Shardana                     | Porrino    |
| Mimì                 | La bohème                      | Puccini    |
| Floria Tosca         | Tosca                          | Puccini    |
| Cio-Cio-San          | Madama Butterfly               | Puccini    |
| Giorgetta            | Il tabarro                     | Puccini    |
| Turandot             | Turandot                       | Puccini    |
| Abigaille            | Nabucco                        | Verdi      |
| Elvira               | Ernani                         | Verdi      |
| Dama di Lady Macbeth | Macbeth                        | Verdi      |
| Amalia               | I masnadieri                   | Verdi      |
| Leonora              | Il trovatore                   | Verdi      |
| Amelia Grimaldi      | Simon Boccanegra               | Verdi      |
| Elisabetta di Valois | Don Carlo                      | Verdi      |
| Aida                 | Aida                           | Verdi      |
| Giselda              | I Lombardi alla prima crociata | Verdi      |